# Zygmunt Ziembiński
Zygmunt Ziembiński (ur. 1 czerwca 1920 w Warszawie, zm. 19 maja 1996 w Poznaniu) – polski prawnik, profesor nauk prawnych, teoretyk prawa, logik. Wieloletni pracownik naukowy Katedry Teorii i Filozofii Prawa UAM (1946–1996), współzałożyciel tzw. poznańskiej szkoły teorii i filozofii prawa; redaktor naczelny „Ruchu Prawniczego, Ekonomicznego i Socjologicznego” (1991–1996).

## Życiorys

### Edukacja i kariera naukowa
W 1938 roku ukończył Gimnazjum im. św. Stanisława Kostki w Warszawie. Studia prawnicze rozpoczął na Katolickim Uniwersytecie Lubelskim, skąd po roku przeniósł się na Wydział Prawa Uniwersytetu Poznańskiego, gdzie ukończył prawo pod kierunkiem Czesława Znamierowskiego (1947), uzyskał również tytuł zawodowy magistra filozofii w zakresie socjologii (1949), pod kierunkiem Kazimierza Ajdukiewicza w Katedrze Teorii i Metodologii Nauk Uniwersytetu Poznańskiego.
W 1946 roku związał swoją drogę naukową z Katedrą Teorii i Filozofii Prawa, poczynając od stanowiska asystenta wolontariusza. W 1949 roku, pod kierunkiem Czesława Znamierowskiego uzyskał stopień doktora na podstawie rozprawy pt. Procesy o zniewagę jako problem techniki społecznej. W 1955 roku otrzymał stanowisko docenta na podstawie rozprawy pt. Podłoże sporów sądowych o alimentację dzieci pozamałżeńskich (1954). W 1958 roku odbył studia w Centre Européen Universitare na Uniwersytecie w Nancy. W 1962 otrzymał tytuł profesora, a w 1970 stanowisko profesora zwyczajnego. Od 1962 był kierownikiem Zakładu Prawniczych Zastosowań Logiki, a od 1981 do 1990 kierownikiem Katedry Teorii Państwa i Prawa UAM, której pracownikiem pozostał do końca życia. Pełnił również obowiązki redaktora naczelnego „Ruchu Prawniczego, Ekonomicznego i Socjologicznego” (1991–1996).
W latach 1974–1979 był konsultantem zespołu Rady Legislacyjnej ds. przygotowania projektu ustawy o tworzeniu prawa. W latach 1969–1983 pozostawał członkiem Rady Naukowej Instytutu Państwa i Prawa Polskiej Akademii Nauk, zaś w latach 1969–1983 i 1987–1990 członkiem Komitetu Nauk Prawnych PAN. W latach 1989–1991 był członkiem Rady Legislacyjnej przy Prezesie Rady Ministrów, a od 1991 członkiem Centralnej Komisji ds. Tytułu Naukowego i Stopni Naukowych, w latach 1991–1993 jako wiceprzewodniczący Sekcji Nauk Humanistycznych. W 1991 został członkiem korespondentem Polskiej Akademii Nauk.
Był członkiem Polskiego Towarzystwa Filozoficznego, w latach 1962–1968 sekretarzem poznańskiego oddziału Towarzystwa, a w latach 1977–1980 członkiem Zarządu Głównego. Uczestniczył również w pracach Polskiego Towarzystwa Socjologicznego oraz Poznańskiego Towarzystwa Przyjaciół Nauk jako członek Komisji Nauk Społecznych. Był członkiem Międzynarodowego Stowarzyszenia Filozofii Prawa i Filozofii Społecznej (IVR) oraz wiceprzewodniczącym Międzynarodowego Stowarzyszenia Metodologii Prawniczej.
Uczniami Ziembińskiego byli Maciej Zieliński (od 1963), Leszek Nowak (od 1965), Sławomira Wronkowska (od 1966) oraz Stanisław Czepita (od 1978), a także późniejsi politycy i ludzie kultury, między innymi senator Anna Bogucka-Skowrońska (1964), reżyser Filip Bajon (1970) oraz kompozytor Jan A.P. Kaczmarek (1977).
Był autorem około 300 prac naukowych, z których do najważniejszych należą: Logika praktyczna (podstawowy podręcznik, 26 wydań od 1955), Normy moralne a normy prawne (1963), Socjologia jako nauka prawna (1975), Problemy podstawowe prawoznawstwa (1980), Szkice z metodologii szczegółowych nauk prawnych (1983), O pojmowaniu sprawiedliwości (1990), O pojmowaniu pozytywizmu oraz prawa natury (1993), O stanowieniu i obowiązywaniu prawa. Zagadnienia podstawowe (1995).

### Rodzina i życie prywatne
Urodził się 1 czerwca 1920 w Warszawie, jego ojciec, również Zygmunt, był doktorem psychologii, kierownikiem Biblioteki Ministerstwa Wyznań Religijnych i Oświecenia Publicznego, zaś matka, Maria Romiszewska była malarką. W 1949 roku ożenił się z Felicją Tomaszewską, późniejszą pracowniczką naukową Wyższej Szkoły Wychowania Fizycznego w Poznaniu, z którą miał córkę Annę.
Podczas II wojny światowej przebywał na Kielecczyźnie, gdzie walczył w Armii Krajowej, a także uczył się na tajnych kompletach. Jesienią 1943 zgłosił się do oddziałów leśnych Armii Krajowej działających w okolicach Częstochowy, gdzie zajmował się głównie szkoleniem. Brał udział w akcjach bojowych oddziału „Pasieka” w ramach 27. Pułku Piechoty Armii Krajowej jako zastępca dowódcy oddziału, podporucznik AK, ps. „Krótki”. Uczestniczył także w ochronie misji „Freston” zrzuconej w styczniu 1945 przez aliantów.
W pierwszych latach powojennych był działaczem Caritas Academica przy duszpasterstwie akademickim oo. dominikanów. Był również działaczem amatorskiego ruchu teatralnego, autorem dramatu Młodzi (1946) wystawionego na deskach Miejskiego Teatru Marionetek w reżyserii Marii D’Alphonse.
Potocznie przez uczniów i współpracowników nazywany był  Gandhim, z racji fizycznego podobieństwa do Mahatmy Gandhiego. Przydomek ten był znany i akceptowany przez samego Ziembińskiego.

### Odznaczenia i nagrody
Odznaczony Krzyżem Armii Krajowej (1975) oraz Krzyżem Komandorskim Orderu Odrodzenia Polski (1994). Laureat Nagrody Naukowej Miasta Poznania 1996 za „serię publikacji książkowych poświęconych podstawowym zagadnieniom prawa i etyki”.

### Upamiętnienie
Od czerwca 2001 działa Fundacja im. Zygmunta Ziembińskiego, której zadaniem jest inicjowanie i wspieranie działalności badawczej w dziedzinie teorii prawa oraz prawniczych zastosowań logiki i metodologii nauk prawnych. W skład zarządu wchodzą Mariusz Piotrowski (prezes), Marzena Kordela (wiceprezes), Marek Smolak (sekretarz), zaś w radzie fundacji zasiadali Sławomira Wronkowska-Jaśkiewicz, Maria Zmierczak, Maciej Zieliński, Teresa Rabska oraz Andrzej Gomułowicz.
W maju 2007 Wydział Prawa i Administracji UAM zorganizował sesję naukową „Zygmunt Ziembiński – uczony i nauczyciel”. Jednocześnie ukazała się publikacja Z teorii i filozofii prawa Zygmunta Ziembińskiego, pod redakcją Sławomiry Wronkowskiej-Jaśkiewicz, zawierająca bibliografię jego dorobku naukowego.
W dniu 18 maja 2013, w przeddzień siedemnastej rocznicy śmierci z inicjatywy absolwentów UAM, jednej z auli na parterze Collegium Iuridicum Novum w Poznaniu nadano imię Zygmunta Ziembińskiego. Wmurowano też tablicę pamiątkową ku czci profesora. W uroczystości udział wzięli córka Anna, rektor UAM Bronisław Marciniak oraz najmłodsza absolwentka profesora Ziembińskiego – dr hab. Marzena Kordela. Przesłanie do uczestników nadesłał także laureat Oscara, Jan A.P. Kaczmarek, dawny seminarzysta profesora.